# Trinidad y Tobago en los Juegos Olímpicos de Atenas 2004
Trinidad y Tobago estuvo representada en los Juegos Olímpicos de Atenas 2004 por un total de 19 deportistas que compitieron en 4 deportes.  
El portador de la bandera en la ceremonia de apertura fue el atleta Ato Boldon.

## Medallistas
El equipo olímpico de Trinidad y Tobago obtuvo las siguientes medallas:
| Nombre        | Deporte  | Competición     |
| ------------- | -------- | --------------- |
| Oro           |          |                 |
| —             |          |                 |
| Plata         |          |                 |
| —             |          |                 |
| Bronce        |          |                 |
| George Bovell | Natación | 200 m estilos M |